# Hans Bruggeman
Pour les articles homonymes, voir Bruggeman.
Anthonius Johannes "Hans" Bruggeman, né le 21 mai 1927 à Voorburg, et mort le 15 octobre 2016 à Amsterdam, est un homme politique néerlandais. Il sert dans la Chambre des Représentants pour le parti socialiste pacifiste du 5 juin 1963 au 22 février 1967.

## Biographie
Bruggeman est né à Voorburg le 21 mai 1927. Il fréquente le gymnasium et par la suite termine une formation en graphologie. Il poursuit également un grade universitaire en philosophie entre 1957 et 1962, mais n'obtentient pas de diplôme. Il travaille pour la Escomptobank et travaille ensuite en tant que fonctionnaire pour le Rijksgebouwendienst (nl). Après sa période dans la politique Bruggeman travaille pour le Voorzieningenfonds voor Kunstenaar et plus tard devient directeur de la Volksuniversiteit Amsterdam (nl). Il part en 1989 et devient bénévole à temps plein à Amnesty International à Amsterdam.
Politiquement, Bruggeman représenté le parti socialiste pacifiste au conseil municipal d'Amsterdam du 4 septembre 1962 au 1er novembre 1968. Il est élu lors des élections générales de 1963 à la Chambre des Représentants et sert du 5 juin 1963 au 22 février 1967. Il est le numéro sept sur la liste PSP lors des élections générales néerlandaises de 1967, mais n'est pas élu.
Bruggeman fut toute sa vie un militant. Il est connu comme l'un des premiers militants anti-armes nucléaires des Pays-Bas, et a été président du Comité de 1961 voor de Vrede de 1960 à 1963.
Il est mort à Amsterdam le 15 octobre 2016.